# استعراء فحشي
الاستعراء الفحشي أو التعري الفحشي هو الظهور مكشوف الجسد في الأماكن العامة بطريقة تتجاوز حدود الحياء والآداب المتعارف عليها، عبر كشف أجزاء من البدن يُعد سترها واجبًا عرفًا أو قانونًا أو شرعًا. ويُعدّ هذا السلوك جريمةً، ويُعاقب عليه القانون في معظم دول العالم، تحت مسميات مختلفة مثل: «الفعل الفاضح»، «خدش الحياء العام»، أو «السلوك غير اللائق في مكان عام». بعض الدول تتيح مساحة أكبر لحرية التعري الجسدي، لكن التعري في الأماكن العامة يُقيَّد غالبًا حين يتسبب في إزعاج الآخرين أو يُعتبر تحرشًا بصريًا أو تهديدًا للنظام العام.
تتفاوت حدود التعري الفاحش تفاوتًا كبيرًا بين المجتمعات حسب الأعراف الدينية والاجتماعية والقانونية: في بعض المجتمعات الإسلامية التقليدية (مثل إيران أو أفغانستان أو بعض مناطق السعودية سابقًا)، قد يُعتبر كشف الوجه أو الشعر أو جزء من الذراع للمرأة نوعًا من التعري الفاحش، إذا كان يخالف القوانين أو الأعراف الدينية الملزمة.
في مجتمعات أخرى أكثر محافظة (مثل بعض طوائف الأرثوذكس اليهودية أو طوائف المسيحية الإنجيلية في أميركا اللاتينية)، قد يُعدّ كشف الساقين أو ارتداء ملابس ملونة زاهية تعريًا أو خروجًا على الحياء المقبول.
وفي قبائل تقليدية في أفريقيا أو أستراليا، قد لا يُعدّ كشف جزء كبير من الجسد تعريًا أصلًا، بينما في جماعات أخرى كطائفة الأميش (Amish) في أميركا، بعض القبائل التي تتعرى كاملًا أو شبه كامل تشمل الهيمبا في ناميبيا، السورما في أثيوبيا، الماساي في كينيا وتنزانيا، واليانومامي في الأمازون، حيث يُعتبر التعري جزءًا من ثقافتهم.

## الأسباب القانونية الاستعراء الفحشي
- حماية الذوق العام والآداب السائدة في المجتمع.
- منع التعدي البصري على الآخرين، خصوصًا الأطفال أو الفئات المحافظة.
- الحد من التوتر أو النزاع المجتمعي الناتج عن السلوك غير المنضبط في الأماكن العامة.
- منع تمهيد الطريق لجرائم أخطر مثل التحرش أو الانتهاكات الجنسية.

## في القانون
تختلف القوانين إلى التعري العلني من بلد لآخر حسب السياق القانوني، الثقافي، والديني. تُعد بعض الأفعال في دول معينة خرقًا صريحًا للآداب العامة ويُعاقب عليها بالسجن أو الغرامة، تُجرم غالبية الدول العربية والإسلامية التعري العلني بشكل واضح، مستندة إلى مزيج من التشريع المدني والشريعة الإسلامية التي تضع الحياء قيمة مركزية في السلوك الفردي والمجتمعي، وتُعد خدشًا للحياء العام وخرقًا للأعراف الدينية والاجتماعية.

### أمثلة من بعض الدول:
مصر
يعاقب قانون العقوبات المصري في المادة 278 على كل من يرتكب علنًا فعلًا مخلًا بالحياء، سواء بالفعل أو بالإشارة أو القول. وتزيد العقوبة إذا كان الفعل موجهًا لقاصر وفق المادة 269.
السعودية
تُعاقب الأفعال المنافية للحياء بموجب النظام العام المستند إلى الشريعة الإسلامية. وتُعتبر مخالفة للذوق العام، ويُعاقب مرتكبوها بعقوبات تشمل الغرامة والسجن، وقد تشمل الجلد في بعض الحالات، بحسب تقدير المحكمة.
الأردن
ينص قانون العقوبات الأردني في المادة 320 على معاقبة كل من يأتي فعلًا منافٍ للحياء علنًا، بعقوبة تصل إلى ثلاث سنوات حبسًا.
المغرب
يعاقب القانون الجنائي المغربي في المادة 483 على الأفعال العلنية المنافية للحياء، وتشمل العقوبة الحبس من شهر إلى سنتين وغرامة مالية.
الولايات المتحدة
تختلف القوانين بين الولايات، لكن في المجمل يُعد التعري العلني جريمة، خاصة إذا تم كشف الأعضاء التناسلية. بعض الولايات تُسجل الجناة كـ«معتدين جنسيين» في حال تكرار الفعل أو إذا استهدف أطفالًا.
المملكة المتحدة
يُعتبر التعري في الأماكن العامة مخالفًا بموجب «قانون النظام العام 1986».
فرنسا
ينص القانون الفرنسي على تجريم «التعري الجنسي في الأماكن العامة»، ويُعاقب عليه بالسجن لمدة قد تصل إلى سنة وغرامة مالية.

## مقارنة قوانين التعري العلني في دول العالم
| الدولة           | هل يُجرم التعري العلني؟ | العقوبة النموذجية                           | ملاحظات ثقافية / قانونية                             |
| ---------------- | ---------------------- | ------------------------------------------- | ---------------------------------------------------- |
| مصر              | نعم                    | الحبس أو الغرامة                            | يُعد خدشًا للحياء العام بموجب قانون العقوبات.          |
| السعودية         | نعم                    | السجن، الغرامة، الجلد أحيانًا                | يُعد مخالفة للآداب العامة وفق الشريعة الإسلامية.      |
| الأردن           | نعم                    | الحبس حتى 3 سنوات                           | حسب المادة 320 من قانون العقوبات.                    |
| المغرب           | نعم                    | الحبس من شهر إلى سنتين                      | وفق المادة 483 من القانون الجنائي المغربي.           |
| الولايات المتحدة | نعم                    | غرامة، حبس، تسجيل كجاني جنسي في بعض الحالات | يختلف حسب قوانين كل ولاية.                           |
| اليابان          | نعم                    | حبس أو غرامة                                | المجتمع محافظ في المظهر العام، والتشريعات تعكس ذلك.  |
| المملكة المتحدة  | نعم                    | غرامة أو حبس                                | يخضع لـ«قانون النظام العام 1986».                    |
| ألمانيا          | غالبًا لا               | لا عقوبة إن لم يكن بقصد جنسي                | يُسمح بالعري في أماكن محددة مثل الحدائق العامة (FKK). |

## الملاحقة القضائية
في كثير من الحالات، لا تُكتفى الغرامات أو الأحكام المخففة، بل قد يُنظر إلى هذه الأفعال كمساس بالقيم المجتمعية، مما يدفع الجهات القضائية لتشديد العقوبات، خاصة إذا وُثّقت بالتصوير أو نُشرت على وسائل التواصل الاجتماعي.